# Bouar
Bouar ist die Hauptstadt der Präfektur Nana-Mambéré in der Zentralafrikanischen Republik. In der Stadt leben 71.680 Einwohner (2022).

## Geographie
Bouar liegt auf knapp 950 m Höhe im Westen der Zentralafrikanischen Republik nahe Kamerun, wozu Bouar früher gehörte. Der Lobaye durchfließt Bouar.

## Verkehr
Durch Bouar führt die Route Nationale 3, die bei Béloko an der Grenze zu Kamerun beginnt und über Bouar nach Bossembélé führt. Von dort führt die Route Nationale 1 weiter in Richtung Bangui. Die Nationalstraßen sind gleichzeitig Teil der zwei transafrikanischen Straßenrouten Tripolis-Windhoek-(Kapstadt)-Highway und Lagos-Mombasa-Highway.
Der Flugplatz Bouar liegt einige Kilometer östlich der Stadt.

## Geschichte
In dem Ort und der Präfektur Nana-Mambéré herrscht seit dem Jahr 2012 ein Bürgerkrieg, in dem bis zum Dezember 2013 mehr als 1000 Menschen starben.

### Tod von Camille Lepage
Am 13. Mai 2014 starb zudem bei einem Zwischenfall in Bouar, die 26-jährige französische freie Fotojournalistin Camille Lepage. Die Journalistin wurde Opfer eines gezielten Anschlages der christlichen Miliz Anti-Balaka. Die junge Journalistin hatte bis zu ihrem Tod als Kriegsreporterin für die US-amerikanischen Zeitungen The New York Times, The Wall Street Journal, The Washington Post und The Los Angeles Times sowie die französischen Zeitungen Le Monde und Liberation gearbeitet.

## Andachtsorte
Die Gotteshäuser sind überwiegend christliche Kirchen und Tempel, so etwa der Evangelisch-Lutherischen Kirche der Zentralafrikanischen Republik (Lutherischer Weltbund), der Evangelisch-Baptistischen Kirche der Zentralafrikanischen Republik (Baptist World Alliance) und des Römisch-katholischen Bistums Bouar. Geringer ist die Zahl der Moscheen.

## Militär
In Bouar gibt es seit 1960 eine Kaserne, das Camp Leclerc. Es wurde vom Französischen Streitkräfte gebaut und, mit Unterbrechungen, seitdem genutzt. Außerdem nutzen auch die Zentralafrikanischen Streitkräfte die Kaserne.